# Boa Vista (kommun i Brasilien, Paraíba)
Boa Vista är en kommun i Brasilien.   Den ligger i delstaten Paraíba, i den östra delen av landet, 1 600 km nordost om huvudstaden Brasília. Antalet invånare är 6 224.
Omgivningarna runt Boa Vista är huvudsakligen savann. Runt Boa Vista är det ganska glesbefolkat, med 32 invånare per kvadratkilometer.